# Golteria chilijska
Golteria chilijska (Gaultheria mucronata L.) – gatunek krzewiastej rośliny z rodziny wrzosowatych, występujący naturalnie na wulkanicznych obszarach Chile, oraz w południowych częściach Argentyny. Gatunek dwupienny o wysokich walorach dekoracyjnych ze względu na okres kwitnienia i owocowania

## Morfologia

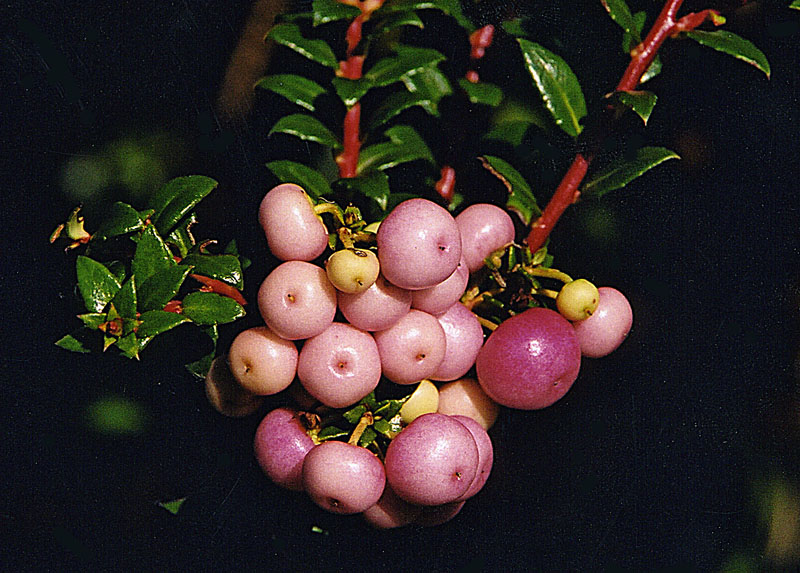
Owoce

PokrójZimozielona krzewinka, dorastająca naturalnie do 50 centymetrów wysokości, o pędach wąskich i pokrytych kutnerem.
LiśćCiemnozielony jajowo-eliptyczny, o brzegu ząbkowanym i ostrym wierzchołku, od strony wierzchniej lśniący. Liście skupione są na końcach gałązek.
KwiatyObupłciowe, skupione pojedynczo barwy białej do różowej, kwitnące w okresie od V-VI.
OwoceJadalne, torebki pozornie przypominające jagody, barwy zmiennej od  białej, czerwonej do fioletowej w zależności od odmiany, o średnicy do 15 mm, pojawiające się na gałązkach od września do października.